# Małoszewo (Mikołajki)
Małoszewo (deutsch Wiesenau) ist ein kleiner Ort in der polnischen Woiwodschaft Ermland-Masuren und gehört zur Stadt- und Landgemeinde Mikołajki (Nikolaiken) im Powiat Mrągowski (Kreis Sensburg).

## Geographische Lage
Małoszewo liegt inmitten der Woiwodschaft Ermland-Masuren, zwölf Kilometer südöstlich der Kreisstadt Mrągowo (deutsch Sensburg).

## Geschichte
Wiesenau wurde im Jahre 1806 als Vorwerk gegründet und war bis 1945 ein Wohnplatz im Gutsbezirk bzw. in der Landgemeinde Barranowen (1938 bis 1945 Hoverbeck, polnisch Baranowo). Somit gehörte es zum Kreis Sensburg im Regierungsbezirk Gumbinnen (ab 1905: Regierungsbezirk Allenstein) der preußischen Provinz Ostpreußen. Im Jahre 1867 zählte Wiesenau 24, 1885 noch 17 und 1905 schon 21 Einwohner.
Am 30. September 1928 wurde das Vorwerk Wiesenau innerhalb des Gutsbezirks Barranowen mit dem Gutsbezirk Vollmarstein (bis 1895 Gutsbezirk Nadafken, polnisch Nowe Nadawki, nicht mehr existent) in die Landgemeinde Barranowen eingegliedert.
In Kriegsfolge kam Wiesenau 1945 mit dem gesamten südlichen Ostpreußen zu Polen und erhielt die polnische Namensform „Małoszewo“. Heute ist es eine Ortschaft innerhalb der Stadt- und Landgemeinde Mikołajki (Nikolaiken) im Powiat Mrągowski (Kreis Sensburg), bis 1998 der Woiwodschaft Suwałki, seither der Woiwodschaft Ermland-Masuren zugehörig.

## Kirche
Bis 1945 war Wiesenau in die evangelische Kirche Barranowen in der Kirchenprovinz Ostpreußen der Kirche der Altpreußischen Union sowie in die katholische Kirche St. Adalbert in Sensburg im Bistum Ermland eingepfarrt.
Heute gehört Małoszewo zur evangelischen Kirche Mikołajki in der Diözese Masuren der Evangelisch-Augsburgischen Kirche in Polen, außerdem zur katholischen Pfarrei Baranowo im Bistum Ełk in der polnischen katholischen Kirche.

## Verkehr
Małoszewo liegt nördlich der polnischen Landesstraße 16 (frühere deutsche Reichsstraße 127) und ist auf einer  Nebenstraße von Baranowo (Barranowen, 1938 bis 1945 Hoverbeck) nach Faszcze (Faszen, 1938 bis 1945 Fasten) zu erreichen. Eine Bahnanbindung besteht nicht.